# Culture visuelle
La culture visuelle est l'aspect de l'expression culturelle dans les images. De nombreux domaines académiques étudient ce sujet, y compris les études culturelles, l'histoire de l'art, la théorie critique, la philosophie, la sociologie des médias, les études de la surdité et l'anthropologie.
Le domaine des études de la culture visuelle aux États-Unis correspond ou est parallèle à la Bildwissenschaft («études de l'image») en Allemagne. Ces deux domaines ne sont pas entièrement nouveaux, car ils peuvent être considérés comme des reformulations de questions soulevées dans la théorie du cinéma et de la photographie dès les années 1920 et 1930 par des auteurs comme Béla Balázs, László Moholy-Nagy, Siegfried Kracauer et Walter Benjamin,.

## Vue d'ensemble
Parmi les théoriciens travaillant dans la culture contemporaine, ce domaine d'étude recoupe souvent les études cinématographiques, la théorie psychanalytique, la sexologie, la théorie queer et l'étude de la télévision ; il peut également inclure les études sur les jeux vidéo, les bandes dessinées, les médias artistiques traditionnels, la publicité, Internet et tout autre support ayant une composante visuelle cruciale.
La polyvalence de ce milieu découle de la gamme d'objets inclus avec le terme « culture visuelle », qui regroupe « les événements visuels dans lesquelles le consommateur recherche des informations, du sens ou du plaisir à travers une interaction avec la technologie visuelle ». Le terme « technologie visuelle » fait référence à tout les médias conçus à des fins de perception ou potentiel d'augmenter nos capacités visuelles.
En raison des aspects technologiques changeants de la culture visuelle, ainsi que du désir, issu de la méthode scientifique, de créer des taxonomies ou de définir ce qu'est le « visuel », de nombreux aspects de la culture visuelle recoupent l'étude des sciences et technologies, y compris les médias électroniques hybrides, les sciences cognitives, la neurologie, et la théorie des images et du cerveau. Dans une interview avec le Journal of Visual Culture, l'universitaire Martin Jay explique l'émergence de ce lien entre le visuel et le technologique : « Dans la mesure où nous vivons dans une culture dont les avancées technologiques favorisent la production et la diffusion d'images à un niveau jusqu'ici inimaginable, il est nécessaire de se concentrer sur la manière dont elles fonctionnent et ce qu'elles font, plutôt que de passer trop rapidement aux idées qu'elles représentent ou à la réalité qu'elles prétendent dépeindre. Ce faisant, nous devons nécessairement poser des questions sur... les médiations et extensions technologiques de l'expérience visuelle. »
La « culture visuelle » porte différents noms selon les institutions, tels que Visual and Critical Studies, Visual and Cultural Studies, et Visual Studies.

## Pictoral turn
Dans le développement des études visuelles, le texte de W.J.T. Mitchell sur le «tournant pictural» a été extrêmement influent. En analogie avec le tournant linguistique, Mitchell a affirmé que nous étions en train de vivre un changement de paradigme majeur dans les sciences et la société, où les images, plutôt que le langage verbal, devenaient les vecteurs paradigmatiques de notre relation au monde. Gottfried Boehm a fait des affirmations similaires dans le contexte germanophone en parlant d'un «tournant iconique», tout comme Marshall McLuhan en évoquant la télévision en termes de création d'une «culture intensément visuelle».

## Visualisme
Le therme « Visualisme » a été développé par l'anthropologue allemand Johannes Fabian pour critiquer le rôle dominant de la vision dans le discours scientifiques, à travers des termes tels que l'observation. Il dénonce une approche insuffisamment théorisée de l'utilisation de la représentation visuelle, qui conduit à une théorie corpusculaire de la connaissance et de l'information, et donc à leur atomisation.

## La relation avec les autres universités

### Histoire de l'art
Alors que les études de la culture visuelle aux États-Unis ont commencé à aborder des domaines auparavant étudiés par l'histoire de l'art, des différents sont apparus entre les deux disciplines. L'une des raisons de cette controverse est que les diverses approches en histoire de l'art, comme le formalisme, l'iconologie, l'histoire sociale de l'art ou la« New Art History », se concentraient uniquement sur les images artistiques, en supposant une distinction avec les images non artistiques. En revanche, dans les études de la culture visuelle, une telle distinction n'existe généralement pas.

### Performances d'études
Les études de la culture visuelle peuvent également se recouper avec un autre domaine émergent, celui des études de la performance. Tout comme « le passage de l'histoire de l'art aux études de la culture visuelle est parallèle à un passage des études théâtrales aux études de la performance », il est clair que le changement de perspective que ces deux domaines émergents incarnent est comparable.

### Des images d'études
Si l'image reste un point central des études sur la culture visuelle, ce sont les relations entre les images et les consommateurs qui sont évaluées pour leur signification culturelle, et non l'image en elle-même. Martin Jay précise : «Bien que les images de toutes sortes aient longtemps servi à illustrer des arguments discursifs, le développement de la culture visuelle en tant que domaine a permis de les examiner davantage en tant qu'artefacts figuratifs complexes ou stimulants d'expériences visuelles».
De même, William John Thomas Mitchell distingue explicitement les deux domaines en affirmant que les études sur la culture visuelle «nous aident à voir que même quelque chose d'aussi large que l'image n'épuise pas le champ de la visualité ; que les études visuelles ne sont pas la même chose que les études sur l'image, et que l'étude de l'image visuelle n'est qu'une composante d'un champ plus large».

### Bildwissenschaft
Bien que le développement de la Bildwissenschaft («science de l'image ») dans le monde germanophone ait été dans une certaine mesure parallèle à celui du domaine de la culture visuelle au Royaume-Uni et aux États-Unis,, la Bildwissenschaft occupe un rôle plus central dans les arts libéraux et les sciences humaines que celui accordé à la culture visuelle. (Parmi les différences significatives entre la Bildwissenschaft et les études culturelles et visuelles anglophones, citons l'examen d'images datant du début de la période moderne et l'accent mis sur les continuités plutôt que sur les ruptures avec le passé. Alors que les études visuelles anglo-américaines peuvent être considérées comme une continuation de la théorie critique dans sa tentative de révéler les relations de pouvoir, la Bildwissenschaft n'est pas explicitement politique. WJT Mitchell et Gottfried Boehm ont eu une discussion sur ces différences potentielles dans un échange de lettres.

## Histoire
Les premiers travaux sur la culture visuelle ont été réalisés par John Berger (Ways of Seeing, 1972) et Laura Mulvey (Visual Pleasure and Narrative Cinema, 1975), dans le prolongement de la théorie du regard inconscient de Jacques Lacan. Des pionniers du vingtième siècle tels que György Kepes et William Ivins Jr. ainsi que des phénoménologues emblématiques comme Maurice Merleau-Ponty ont également joué un rôle important dans la création des fondements de la discipline. En ce qui concerne l'histoire de l'art, Svetlana Alpers a publié une étude pionnière intitulée «The Art of Describing : Dutch Art in the Seventeenth Century'» (Chicago 1983), dans laquelle elle a repris une impulsion antérieure de Michael Baxandall pour étudier la culture visuelle de toute une région de l'Europe du début de la modernité sous toutes ses facettes : peinture de paysage et perception, optique et études perspectivistes, géographie et mesures topographiques, réunies dans une impulsion cartographique commune.
Parmi les principaux travaux sur la culture visuelle, citons ceux de W. J. T. Mitchell, Griselda Pollock, Giuliana Bruno, Stuart Hall, Roland Barthes, Jean-François Lyotard, Rosalind Krauss, Paul Crowther et Slavoj Žižek[citation nécessaire]. Lisa Cartwright, Marita Sturken, Margaret Dikovitskaya, Nicholas Mirzoeff, Irit Rogoff et Jackie Stacey ont poursuivi leurs travaux. Le premier livre intitulé Visual Culture (Vizuális Kultúra) a été écrit par Pál Miklós en 1976. En ce qui concerne l'histoire des sciences et des technologies, Klaus Hentschel a publié une histoire comparative systématique dans laquelle divers modèles d'émergence, de stabilisation et de diffusion sont identifiés.
Dans le monde germanophone, des discussions analogues sur la « Bildwissenschaft » (études de l'image) sont menées, entre autres, par Gottfried Boehm, Hans Belting et Horst Bredekamp. Dans le monde francophone, la culture visuelle et les études visuelles ont été récemment discutées, entre autres, par Maxime Boidy, André Gunthert, Gil Bartholeyns.
Les études sur la culture visuelle ont pris une importance croissante dans les études religieuses grâce aux travaux de David Morgan, Sally Promey, Jeffrey F. Hamburger et S. Brent Plate.